# Cutout Animatronic
Cutout Animatronic è il centoottesimo album in studio del chitarrista statunitense Buckethead, pubblicato il 14 settembre 2014 dalla Hatboxghost Music.

## Il disco
Ottantesimo disco appartenente alla serie "Buckethead Pikes", l'uscita di Cutout Animatronic è avvenuta dopo appena tre giorni dall'uscita del precedente Geppetos Trunk e contiene cinque brani, i cui titoli formano quello dell'album.

## Tracce
Musiche di Buckethead.
1. Cut – 3:37
2. out – 7:46
3. An – 11:12
4. ima – 2:22
5. tronic – 3:03

## Formazione
- Buckethead – chitarra, basso, programmazione